# Kontturijärvi
Kontturijärvi är en sjö i Gällivare kommun i Lappland och ingår i Kalixälvens huvudavrinningsområde. Kontturijärvi ligger i Torne och Kalix älvsystem Natura 2000-område.